# أندرياس هوفر (ملحن)
أندرياس هوفر (بالألمانية: Andreas Hofer)‏ هو ملحن ألماني، ولد في 1629 في باد رايشنهال في ألمانيا، وتوفي في 25 فبراير 1684 في سالزبورغ في النمسا.

## وصلات خارجية
- أندرياس هوفر على موقع ميوزك برينز (الإنجليزية)
- أندرياس هوفر على موقع ديسكوغز (الإنجليزية)